# 圣索菲亚主教座堂 (基辅)
圣索菲亚大教堂（羅馬化：Sobor sviatoi Sofii），又稱索菲亚大教堂，是一座位于烏克蘭首都基辅市中心舍甫琴科區的大教堂，建于十一世纪上半叶，按照编年史的记载，属于智者雅罗斯拉夫大公统治时期。在十七世纪至十八世纪过渡期间，按照乌克兰巴洛克式风格的建筑形式对其进行了外部整修。在教堂内部，保存了绘于十一世纪早期，并且是世界上保存最为完整的镶嵌画（260平方米）和湿壁画（3000平方米）创作群，另外还有大量十七到十八世纪的壁画残片。
1929年以前，教堂一直都做为重要的宗教活动场所，1934年成为博物馆--索菲亚文物保护区，现今是国家核心文物保护单位“基辅索菲亚”，是乌克兰最大的博物馆之一。
在1990年，圣索菲亚大教堂和基辅洞窟修道院一同被列入联合国教科文组织世界文化遗产名录，成为了乌克兰的标志性建筑。

## 历史
教堂的名字来自公元六世纪建造于君士坦丁堡的圣索菲亚大教堂（圣索菲亚乃神圣和智慧之意）。依据普遍的观点认为，大教堂是智者雅罗斯拉夫以大诺夫哥罗德的圣索菲亚大教堂的建筑风格为模本而建的，以此来感谢在公元1019年曾帮助他捍卫王位的诺夫哥罗德的市民。
教堂的第一次兴建是在公元1037年（另外一种说法是公元1011年），花了20年的时间才完工，其建筑结构包括五个中殿，五个后殿和十三个穹顶。
教堂最初是作为基辅罗斯统治者的墓地。公元1167年，基辅遭到了安德烈·博戈柳布斯基和弗拉基米尔·苏兹达尔的掠夺，紧接着在公元1240年又遭到蒙古帝国的入侵，教堂受到破坏。教堂所经历的的最严重的一次破坏是在十六世纪，当时波兰和乌克兰正准备试图将天主教和东正教教堂合并，此后，教堂几乎沦为废墟。公元1595-96年，索菲亚教堂被划归乌克兰希腊礼天主教会所有，直到1633年被摩尔多瓦正教会都主教彼得·莫吉拉索要回，并且主持了教堂的修复工作，其建筑有着明显的乌克兰巴洛克式风格，内部则保持了以前的拜占庭式装璜。
1917年俄罗斯革命后，在1920年苏联反宗教大运动期间，在一些科学家和历史学家的努力下，教堂从毁灭的边缘被拯救回来。然而，在1934年，苏联当局将教堂从教会手中没收充公，并将其定名为建筑历史博物馆。
2007年8月21日，圣索菲亚大教堂以网上投票的方式被提名为乌克兰七大奇迹之一。由於受到2022年俄羅斯入侵烏克蘭的影響，圣索菲亚主教座堂於2023年9月15日被列入濒危世界遗产名录。

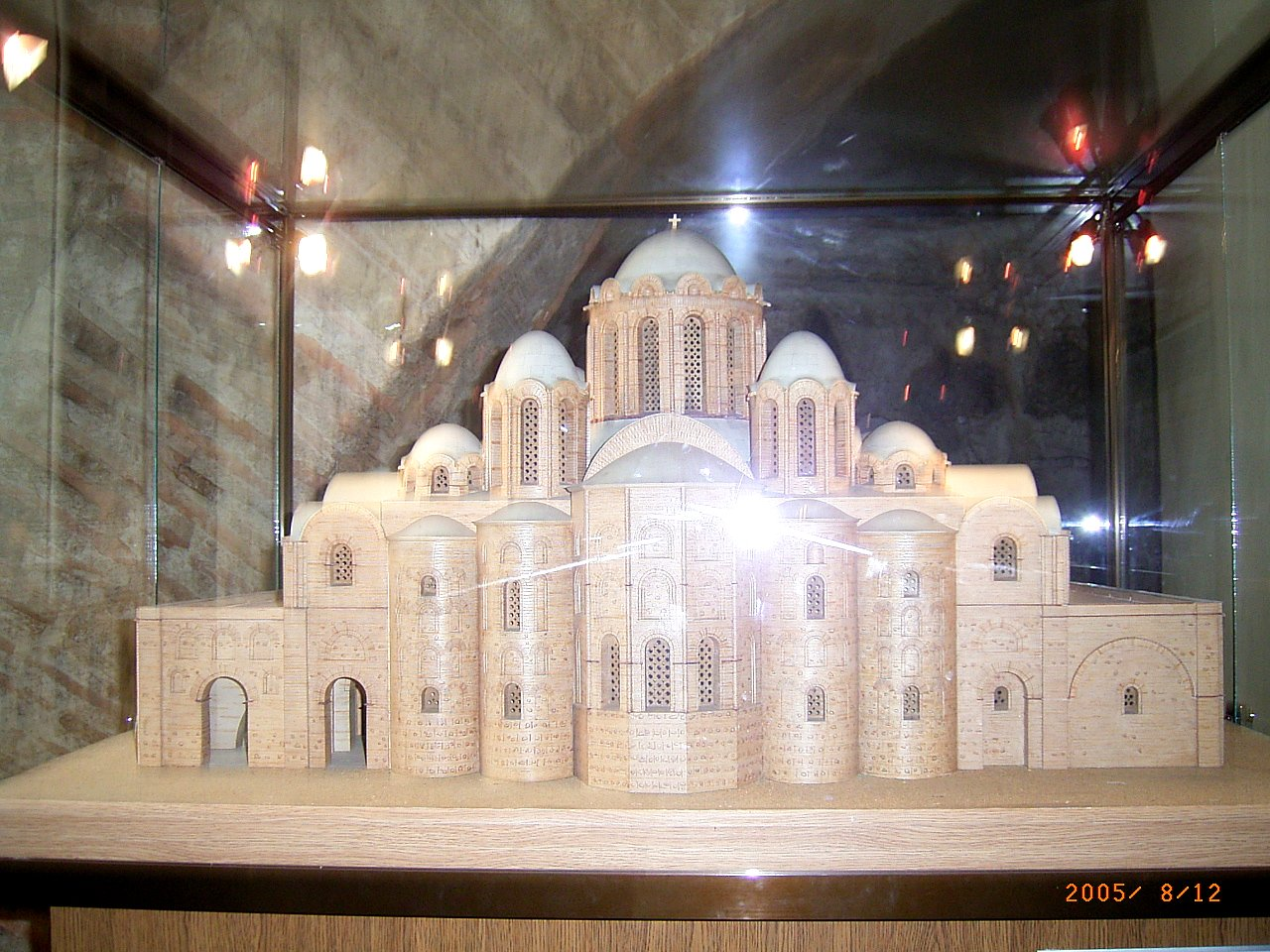
圣索菲亚大教堂早期样式的建筑模型
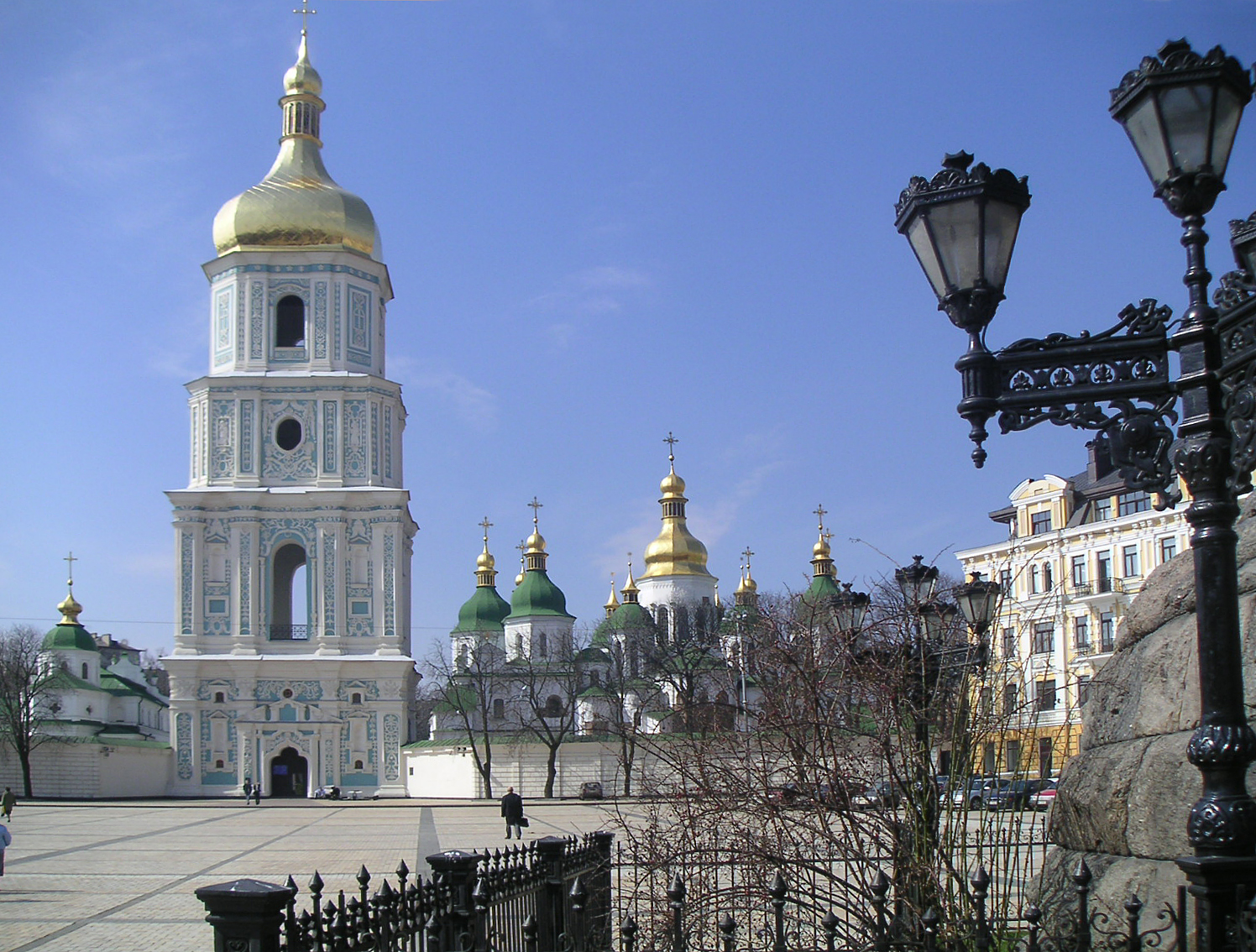
从索菲亚广场看大教堂的钟楼

## 图展

### 圣像

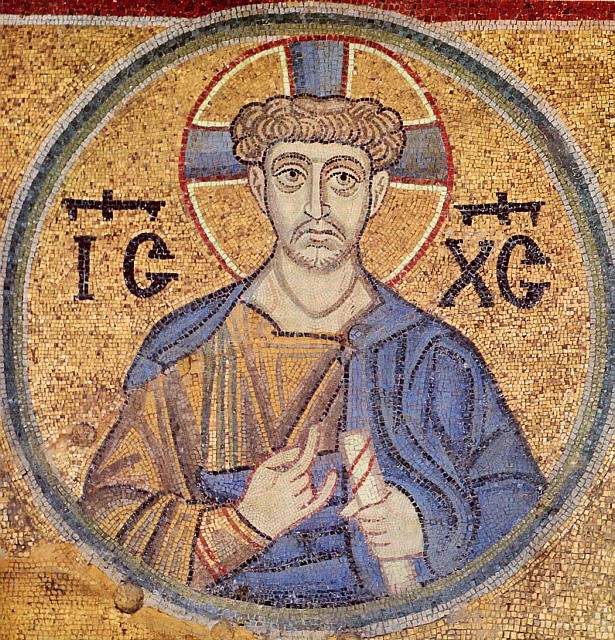
救世主耶稣
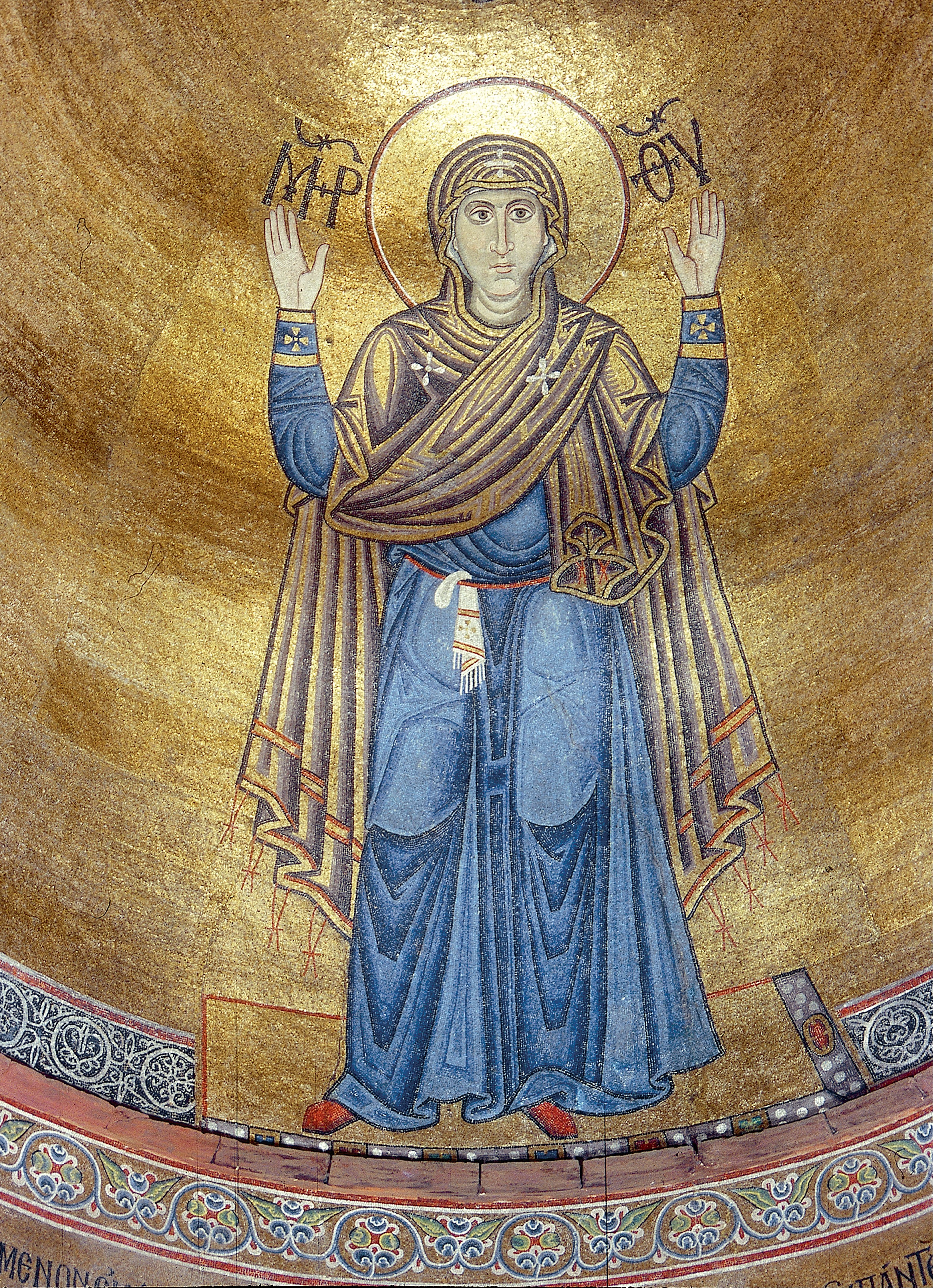
圣母像
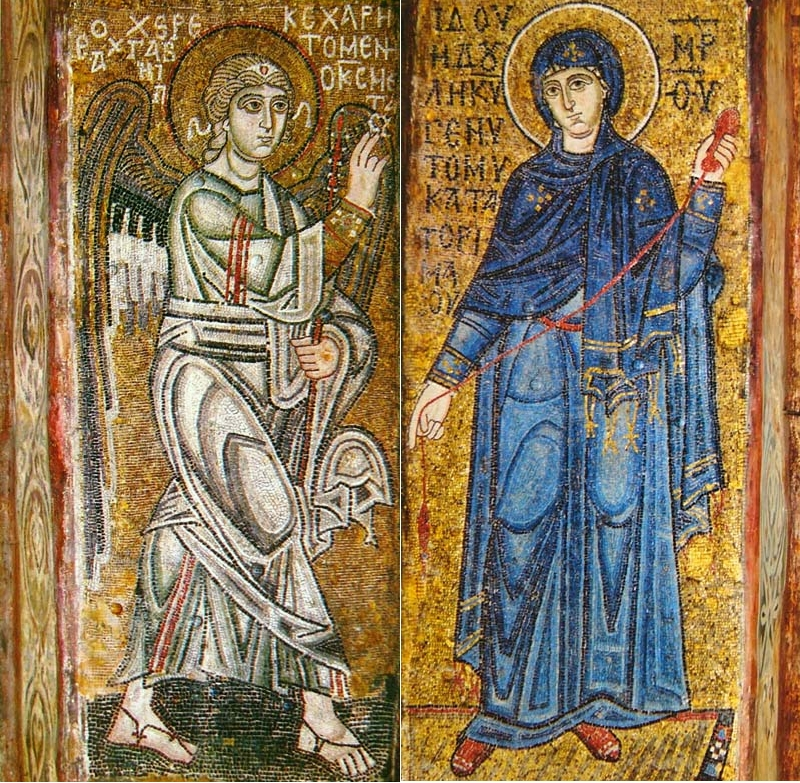
圣母领报

### 壁画

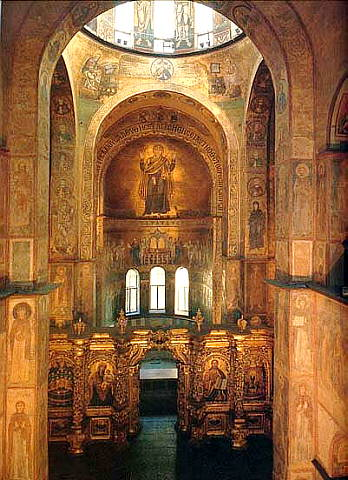
后殿大厅
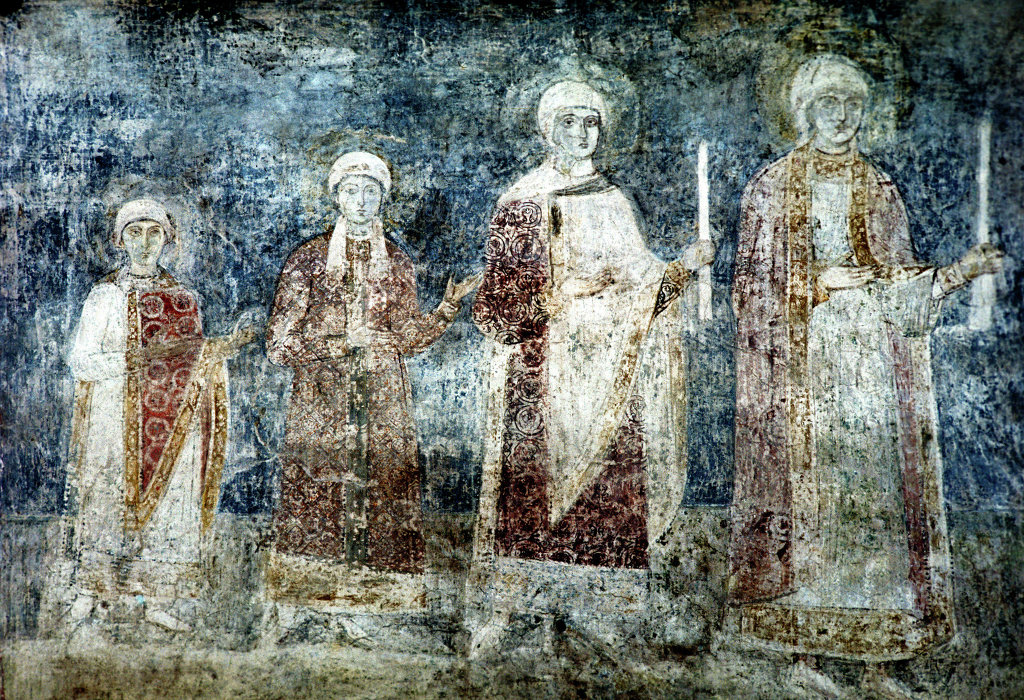